# Lista de deputados estaduais do Piauí da 15.ª legislatura
Esta é a lista de deputados estaduais do Piauí para a legislatura 2003–2007.

## Composição das bancadas
| Partido | Líder                  | Bancada | Posição      |
| ------- | ---------------------- | ------- | ------------ |
| PFL     | Leal Júnior            | 9 / 30  | Oposição     |
| PMDB    | Warton Santos          | 6 / 30  | Governo      |
| PSDB    | Moraes Souza Filho     | 4 / 30  | Oposição     |
| PPB     | Tadeu Maia             | 4 / 30  | Oposição     |
| PT      | Flora Izabel           | 3 / 30  | Governo      |
| PDT     | Elias Ximenes do Prado | 2 / 30  | Independente |
| PL      | Xavier Neto            | 1 / 30  | Governo      |
| PTB     | Hélio Isaías da Silva  | 1 / 30  | Governo      |

## Deputados Estaduais
No Piauí foram eleitos trinta (30) deputados estaduais, número que se mantém inalterado desde 1986 sendo que na apresentação da filiação partidária dos mesmos, relacionamos a legenda ao qual pertenciam no momento da eleição.
| Número | Deputados estaduais eleitos | Partido | Votação | Percentual | Cidade onde nasceu  | Unidade federativa |
| 25112  | Wilson Brandão              | PFL     | 41.876  | 2,86%      | Rio de Janeiro      | Rio de Janeiro     |
| 25134  | Leal Júnior                 | PFL     | 36.826  | 2,52%      | Rio de Janeiro      | Rio de Janeiro     |
| 45678  | Wilson Martins              | PSDB    | 36.525  | 2,50%      | Santa Cruz do Piauí | Piauí              |
| 15101  | Kleber Eulálio              | PMDB    | 34.199  | 2,34%      | Teresina            | Piauí              |
| 25123  | Juraci Leite                | PFL     | 32.948  | 2,25%      | Pedro II            | Piauí              |
| 25114  | Fernando Monteiro           | PFL     | 32.913  | 2,25%      | Teresina            | Piauí              |
| 25111  | Paes Landim                 | PFL     | 31.202  | 2,13%      | São João do Piauí   | Piauí              |
| 45130  | Moraes Souza Filho          | PSDB    | 30.156  | 2,06%      | Parnaíba            | Piauí              |
| 25132  | Edson Ferreira              | PFL     | 29.780  | 2,04%      | São Raimundo Nonato | Piauí              |
| 25107  | Gustavo Medeiros            | PFL     | 29.770  | 2,04%      | União               | Piauí              |
| 25128  | Homero Castelo Branco       | PFL     | 27.213  | 1,86%      | Amarante            | Piauí              |
| 11116  | Marcelo Coelho              | PPB     | 24.415  | 1,67%      | Teresina            | Piauí              |
| 11000  | Nerinho                     | PPB     | 24.302  | 1,66%      | Picos               | Piauí              |
| 13678  | Flora Izabel                | PT      | 24.221  | 1,66%      | Teresina            | Piauí              |
| 15111  | Themístocles Filho          | PMDB    | 23.075  | 1,58%      | Teresina            | Piauí              |
| 11166  | Tadeu Maia                  | PPB     | 23.025  | 1,58%      | Itainópolis         | Piauí              |
| 25120  | Maria José Leão             | PFL     | 21.526  | 1,47%      | Floriano            | Piauí              |
| 45123  | Luciano Nunes               | PSDB    | 21.414  | 1,47%      | Teresina            | Piauí              |
| 11111  | Irmão Elias                 | PPB     | 20.195  | 1,38%      | Picos               | Piauí              |
| 15112  | Mauro Tapety                | PMDB    | 20.099  | 1,38%      | Oeiras              | Piauí              |
| 22222  | Xavier Neto                 | PL      | 19.999  | 1,37%      | Amarante            | Piauí              |
| 45131  | Roncalli Paulo              | PSDB    | 19.802  | 1,35%      | São João do Piauí   | Piauí              |
| 15110  | Chico Filho                 | PMDB    | 19.402  | 1,33%      | Floriano            | Piauí              |
| 15147  | Henrique Rebelo             | PMDB    | 18.850  | 1,29%      | Teresina            | Piauí              |
| 15199  | Warton Santos               | PMDB    | 18.627  | 1,27%      | Picos               | Piauí              |
| 13131  | Antônio José Medeiros       | PT      | 16.199  | 1,11%      | União               | Piauí              |
| 13222  | João de Deus                | PT      | 16.199  | 1,03%      | José de Freitas     | Piauí              |
| 12369  | Elias Ximenes do Prado      | PDT     | 13.628  | 0,93%      | Sobral              | Ceará              |
| 12345  | Flávio Nogueira             | PDT     | 13.387  | 0,92%      | Alto Santo          | Ceará              |
| 14454  | Hélio Isaías da Silva       | PTB     | 12.076  | 0,83%      | Oeiras              | Piauí              |